# Società Ginnastica Amsicora
Die Società Ginnastica Amsicora ist ein Sportverein aus der italienischen Stadt Cagliari auf Sardinien. Der 1897 gegründete Club ist nach dem Anführer des antirömischen Aufstands in Sardinien während des zweiten punischen Krieges Amsicora benannt und unterhält Abteilungen im Turnen, in der Leichtathletik und im Hockey. Die Vereinsfarben sind Schwarz-Grün-Weiß. Das Clubgelände mit dem rückgebauten Stadion Amsicora befindet sich rund 2,5 km südöstlich des Stadtzentrums. Das Stadion hatte eine maximale Kapazität von 29.000 Zuschauern und wurde bis 1970 auch vom Fußballprofiverein US Cagliari benutzt. Ehemals unterhielt Amsicora auch Abteilungen im Fußball, Boxen und Radfahren mit vereinseigenem Velodrom, das nach dem Zweiten Weltkrieg aufgegeben werden musste.

## Turnen
- Michele Mastromarino Mannschaftsturnen Olympiagold 1920
- Francesco Loi Mannschaftsturnen Olympiagold 1912, 1920

## Leichtathletik

Schleuderballweitwurfteam 1908

Italienische Meister in der Leichtathletik:
- Giacomo Puddu 1911
- Arturo Combet 1912
- Luigi Nieddu 1914 (Speerwurf), 1920, 1922
- Carlo Mereu 1921
- Carlo Clemente 1921
- Adriano Loddo 400 m 1957
- 3. Platz 4 × 400-m-Staffel 2006

## Hockey

### Herren
| Europapokalbilanz Herren Feld |                          |        |       |            |
| Jahr                          | Wettbewerb               | Niveau | Platz | Ort        |
| 1982                          | Club Champions Cup       | 1      | 8     | Versailles |
| 1985                          | Club Champions Trophy    | 2      | 2     | Banbridge  |
| 1986                          | Club Champions Cup       | 1      | 8     | Utrecht    |
| 1989                          | Club Champions Trophy    | 2      | 4     | Lisburn    |
| 1990                          | Club Champions Trophy    | 2      | 2     | Göteborg   |
| 1991                          | Club Champions Trophy    | 2      | 3     | Olten      |
| 1993                          | Club Champions Trophy    | 2      | 2     | Prag       |
| 1995                          | Cup Winners Cup          | 1      | 7     | Cagliari   |
| 1997                          | Club Champions Trophy    | 2      | 2     | Cagliari   |
| 2000                          | Cup Winners Trophy       | 2      | 2     | Brest      |
| 2001                          | Club Champions Trophy    | 2      | 7     | Antwerpen  |
| 2004                          | Club Champions Trophy    | 2      | 7     | Prag       |
| 2005                          | Club Champions Challenge | 3      | 3     | Zagreb     |
| 2014                          | Club Trophy              | 2      | 4     | Cagliari   |
| 2015                          | Club Trophy              | 2      | 6     | Dublin     |
| 2016                          | Euro Hockey League       | 1      | VR 24 | Hamburg    |
| 2017                          | Euro Hockey League       | 1      | VR 24 | Banbridge  |

Das Herrenteam von Amsicora ist mit 23 Landesmeisterschaften mit Abstand die erfolgreichste Mannschaft Italiens. Der zweiterfolgreichste Club HC Genua konnte neun Titel erringen. Gegründet wurde die Hockeyabteilung 1948. Bereits nach fünf Jahren wurde der erste der vielen nationalen Titel errungen. Nach einer Durststrecke von neun Jahren konnte Amsicora 2013 mit drei Punkten Vorsprung vor dem Hauptrivalen der letzten Jahre, dem HC Bra, wieder die italienische Meisterschaft gewinnen. In der Saison 2014 verlor Amsicora das Meisterschaftsfinale 1:2 gegen Bra, 2015 gelang im Finale gegen denselben Gegner mit 1:0 die Revanche. In der Saison 2016 wurde wieder nur eine Doppelrunde ohne Play-offs gespielt, in der Amsicora den Titel mit sechs Punkten Vorsprung vor der SH Bonomi verteidigen konnte.
Insgesamt spielten Amsicoras Herren 17 Saisons im Feldhockey-Europapokal. Bis zur Einführung der Euro Hockey League 2007/08 nahm die Mannschaft bei drei erstklassigen Cupturnieren teil, wobei der Startplatz für Italien für dieses Niveau jeweils nicht gehalten werden konnte. Andererseits sorgten fünf zweite Plätze bei Trophy-Turnieren für Italiens Startplätze bei Cupwettbewerben der folgenden Saison. Zwei Mal war Amsicora Gastgeber von Europapokaltunieren, 1995 beim Cup Winners Cup und bei der Club-Champions-Trophy 1997, wo der Club das Finale erreichte, aber knapp nach 7-m-Schießen gegen den irischen Vertreter Instonians HC verlor. 2015 qualifizierte sich Amsicora zum ersten Mal für die Euro Hockey League, scheiterte aber wie auch ein Jahr später bereits in der Vorrunde.
Cagliari ist eines der Hauptzentren des italienischen Hockeys. 2015 waren drei Clubs aus der Stadt in der ersten Liga vertreten, neben Amsicora noch CUS Cagliari und Ferrini Cagliari.
| Kader | |
| --- | --- |
| Andrea Giustini Antonio Polo Bruno Mura Daniele Lorrai Davide Giuliani Davide Lugas Fabio Mureddu Fabio Palla Federico Lai Filippo Serra Giacomo Boi | Giaime Carta Lorenzo Mirasola Luca Angius Luigi Manconi Marcello Manca Luigi Podda Mariano Tisera Matteo Agabio Matteo Falqui Mattia Magno Nicola Carta |
| Stand 2016 | |

Erfolge
- Italienischer Meister der Herren: 1953, 1956, 1958, 1960, 1961, 1965, 1967, 1976, 1978, 1981, 1984, 1985, 1988, 1989, 1990, 1992, 1996, 2000, 2003, 2004, 2013, 2015, 2016, 2020

- Italienischer Pokalsieger der Herren: 1993, 1999, 2003, 2004, 2018

- Italienischer Hallenmeister der Herren: 1979, 1981, 1989, 1990, 1992

### Damen
| Kader |                           | |                    |
| --- | ------------------------- | --- | ------------------ |
| Alina Fadieieva Marta De Guio Francesca Denotti Federica Polo Arianna Tronci Federica Carta Federica Mereu | Torfrau Abwehr Mittelfeld | Maryna Vynohradova Teresa Dalla Vittoria Livia Ruiu Costanza Dessì Enrica Mascia Marina Kilko Sara Belloni | Mittelfeld Angriff |
| Stand 2016                                                                                                 |                           | |                    |

Erfolge
- Italienischer Meister der Damen: 1982, 1985, 1986, 1987, 2015, 2016, 2019, 2020

- Italienischer Pokalsieger der Damen: 2011, 2019

- Italienischer Hallenmeister der Damen: 1982, 1990